# Dorfkirche Lichtensee

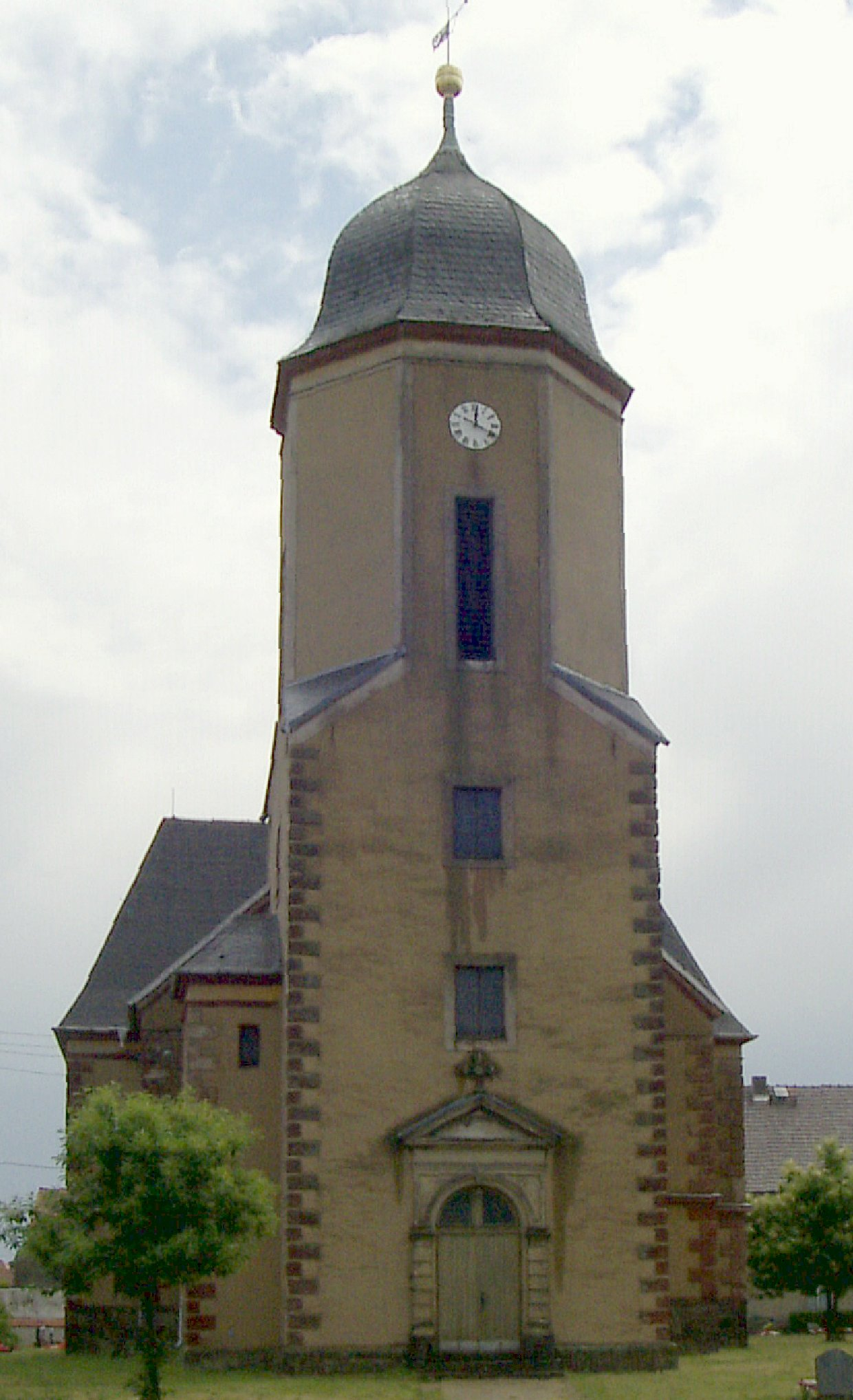
Dorfkirche Lichtensee

Die Dorfkirche Lichtensee ist ein denkmalgeschütztes Kirchengebäude in Lichtensee, einem Ortsteil der Gemeinde Wülknitz im sächsischen Landkreis Meißen.
Die im Jahre 1898 unter Verwendung von Teilen eines einst hier vorhandenen mittelalterlichen Vorgängerbaus errichtete Kirche ist mit einem angrenzenden Friedhof im Ortszentrum zu finden.

## Bau- und Kirchengeschichte
Eine erste Kirche wurde urkundlich für Lichtensee im Jahre 1284 erwähnt. Nachweislich musste Lichtensee um 1495 einen Bischofszins von einer Mark an den Bischof in Meißen zahlen. Die Kirche war in der Zeit um 1500 eine Filialkirche von Nieska, wurde aber nach der Reformation der Kirche in Streumen zugeordnet.
Im Jahre 1608 wurde ein erster steinerner Kirchturm errichtet. Dieser ersetzte wohl einen bis dahin vorhandenen hölzernen Vorgängerbau. Schwere Schäden trug die Kirche in der wenig später folgenden Zeit des Dreißigjährigen Krieges davon. Im Jahre 1642 zerstörte ein Brand das Kirchendach, dieses konnte 1653 ausgebessert werden. 
Ende des 19. Jahrhunderts wurden das Kirchenschiff und der Chor der Kirche abgerissen. Westlich der Gemeinde Lichtensee war 1873 der Truppenübungsplatz Zeithain entstanden und bis zum Ende des 19. Jahrhunderts sukzessive ausgebaut worden. Der etwa drei Kilometer nordwestlich gelegene Ort Gohrisch war im Zuge dessen aufgekauft und freigesiedelt worden. Die Bewohner des Ortes wohnten nun größtenteils in Lichtensee und der Nachbargemeinde Heidehäuser. Außerdem musste die Kirche in Lichtensee nun den Anforderungen einer Garnisonskirche genügen. Unter Verwendung von Teilen des im 17. Jahrhundert entstandenen Kirchturms wurde in der Folgezeit in Lichtensee eine neue Kirche errichtet.

## Baubeschreibung

### Vorgängerbau

Die im Jahre 1898 abgerissene alte Kirche.

Quer- und Längsschnitt der alten Kirche
Grundriss der alten Kirche

Der Vorgängerbau der heutigen Kirche war eine Saalkirche mit rechteckigem Schiff und mit einem ebenfalls rechteckigem Chor mit dreiseitigem Ostschluss. Beide Bauwerksbereiche waren ohne Trennung mittels eines Kreuzgewölbes überdeckt worden.
Turm, Langhaus und Chor waren in einer gebrochenen Linie aneinander gefügt. Über der Tür des südlichen Eingangs unter dem Turm war die Jahreszahl 1609 zu finden, ebenso über der Tür zur Wendeltreppe im nördlichen Bereich des Turms. Weiters waren im Turm selbst Sandsteinplatten mit dem Wappen des Adelsgeschlecht von Pflugk zu finden.
Ausgestattet war die Kirche unter anderem mit einem mittelalterlichen Flügelaltar, der um 1840 noch als recht gut erhalten galt. Im Mittelschrein des vergoldeten Altars waren drei Gemälde zu finden. Die Flügel waren zweigeteilt. Hier befanden sich je zwei Figuren verschiedener Heiliger. Am Anfang des 20. Jahrhunderts war der Altar aber bereits verschwunden.
Außerdem war eine Kanzel zu finden, in dessen Brüstung Gemälde der vier Evangelisten zu sehen waren. In der Frontseite war ein weiteres Gemälde zu finden, das den Himmel und unten die Hölle darstellte.

### Heutige Kirche

Taufstein (um 1914)

Die heute in Lichtensee vorhandene Kirche wurde im Jahre 1898 unter Einbeziehung eines Teils der alten Kirche erbaut. Für die Pläne des über einen kreuzförmigen Grundriss errichteten Bauwerks war der Architekt Theodor Quentin aus Pirna-Copitz verantwortlich. Das Kirchenschiff und der Chor des alten Baus waren im Jahr zuvor abgerissen worden.
Bei der Kirche handelt es sich um einen verputzten Saalbau mit 5/8-Ostschluss, der sich auf einem Bruchsteinsockel befindet. Westlich des Kirchenschiffs befindet sich ein quadratischer Kirchturm mit einer oktogonaler Haube, welche ebenfalls im Jahre 1898 errichtet wurde. Der Turm wurde bei den Arbeiten um etwa vier Meter erhöht.
Das Innere der Lichtenseer Kirche ist von drei zwischen den Pfeilern eingezogenen eingeschossigen Emporen und  einer Holzdecke geprägt, welche aus zwei sich kreuzenden Hohltonnengewölben besteht und auf vier Pfeilern ruht. Der mit einem Gratgewölbe versehene Chor wurde durch einen Triumphbogen abgesetzt.
Ausgestattet ist die Kirche mit einem Altar, der Neurenaissance-Formen aufweist. Darin befindet sich ein Gemälde, das eine Kopie von Tizians Sacra Conversazione ist. Das Original-Gemälde befindet sich in der Dresdener Galerie Alte Meister. Des Weiteren ist ein aus dem 17. Jahrhundert stammender und mit Reliefs verzierten Sandsteintaufstein zu finden. Die Reliefs stellen die Taufe Christis sowie die Segnung der Kinder dar.
Die Kanzel ist an der Südseite zu finden. An der Nordseite ist eine kleine Martin-Luther-Plastik zu finden.

## Orgel
Bereits der Vorgängerbau der Lichtenseer Dorfkirche besaß eine Orgel. Im Holzwerk der seit 1727 mit Bibelsprüchen bemalten Orgelempore war das Datum 21. Octobris 1691 eingeschnitzt. Die Orgel selbst stammte „vom Orgelmacher aus Grimma“. Im Jahre 1794 bekam die Kirche eine neue Orgel, welche vom Torgauer Orgelbauer Flemming stammte und 200 Taler kostete. Das ältere Orgelwerk kam nach Nauwalde, wo sich ursprünglich eine Fachwerkkirche befand, die allerdings im Jahre 1902 nach einem Blitzschlag durch einen Brand völlig zerstört wurde.
Die heute in der Kirche vorhandene Orgel stammt aus dem Jahre 1858. Das Instrument von dem sächsischen Orgelbaumeister Gottlob Heinrich Nagel (1805–1883) aus Großenhain auf einer der Emporen errichtet. Es verfügt über 12 Register, die auf zwei Manuale und Pedal verteilt sind. Die Trakturen sind mechanisch, die Windladen als Schleifladen ausgeführt. Die ursprünglich einmanualige Orgel wurde 1898 umgebaut und erweitert, dabei wurde das 2. Manual hinzugefügt.
Die Disposition lautet wie folgt:
| I Manual C–e3 |    |
| Principal     | 8′ |
| Gedackt       | 8′ |
| Aeoline       | 8′ |
| Oktave        | 4′ |
| Rohrflöte     | 4′ |
| Quinte        | 3′ |
| Oktave        | 2′ |
| Mixtur II     |    |

| II Manual C–e3 |    |
| Flöte          | 8′ |
| Gemshorn       | 4′ |
| Schwiegel      | 2′ |

| Pedal C–c1 |     |
| Subbass    | 16′ |

- Koppel: I/P

## Mahnen und Gedenken

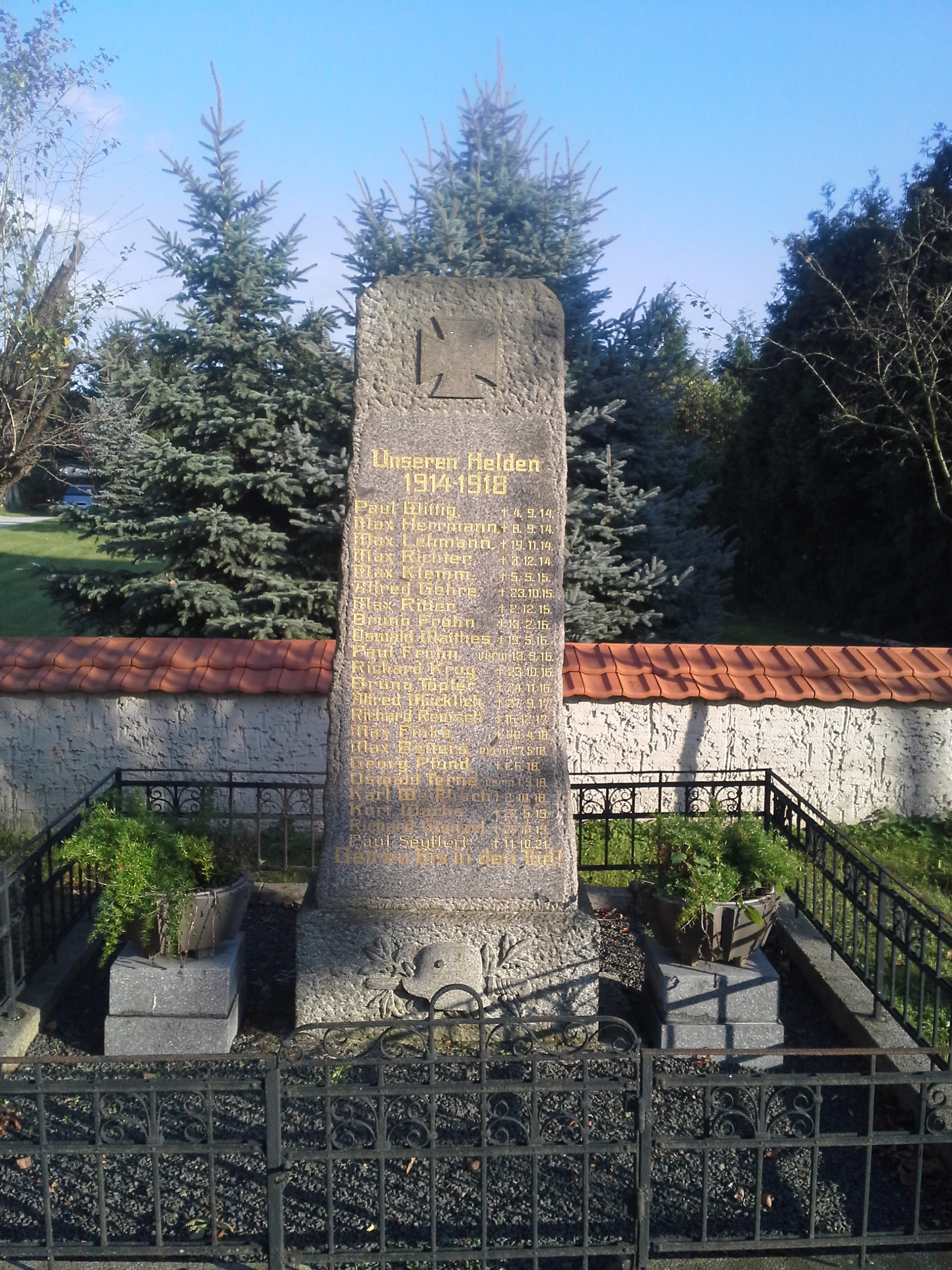
Gefallenendenkmal

Die Kirche in Lichtensee wird von einem Friedhof umgeben. Bereits im Jahre 1710 ließ der auf Strehla sitzende kursächsische Kammerherr und Trabantenhauptmann Hans Sigismund Pflugk eine Kirchhofmauer errichten. Das durch die Mauer führende Haupttor wies dessen Wappen und Initialen auf. Der Friedhof zeugte ursprünglich von der Wohlhabenheit der örtlichen Gastwirte. Noch um 1840 waren einige dementsprechende Denkmäler in Lichtensee vorhanden. Um 1900 waren sie, dem sächsischen Kunsthistoriker Cornelius Gurlitt zufolge, aber bereits verschwunden.
Unmittelbar an der Kirche befindet sich von einem Ziergitter begrenzt auf einem Sockel ein Gefallenendenkmal in Form einer Stele. Auf beiden Seiten der Stele sind Blumenschalen zu sehen. Das Denkmal erinnert an die im Ersten Weltkrieg gefallenen Dorfbewohner der Gemeinde Lichtensee.